# Le Ravenala ou l'Arbre du voyageur
Pour l’article homonyme, voir Arbre du voyageur.
Le Ravenala ou l'Arbre du voyageur est un roman de Jacques Perry publié en 1976 aux éditions Albin Michel et ayant obtenu le prix du Livre Inter la même année.

## Éditions
- Le Ravenala ou l'Arbre du voyageur, éditions Albin Michel, 1976  (ISBN 2-226-00297-9)